# Adelaide (Australia)
Adelaide (AFI: pronuncia italiana /adeˈlaide/; pronuncia inglese: /ˈædəleɪd/, localmente /ˈædɜlæɪ̯d/) è una città australiana, capitale dello Stato dell'Australia Meridionale.
La città è intitolata ad Adelaide di Sassonia-Meiningen, moglie di Guglielmo IV del Regno Unito. Si trova sulla costa meridionale dell'Australia e affaccia sul golfo St Vincent (Oceano Indiano). Il motto civico è Ut Prosint Omnibus Conjuncti (latino per «Uniti per il bene comune»).

## Geografia fisica

### Territorio

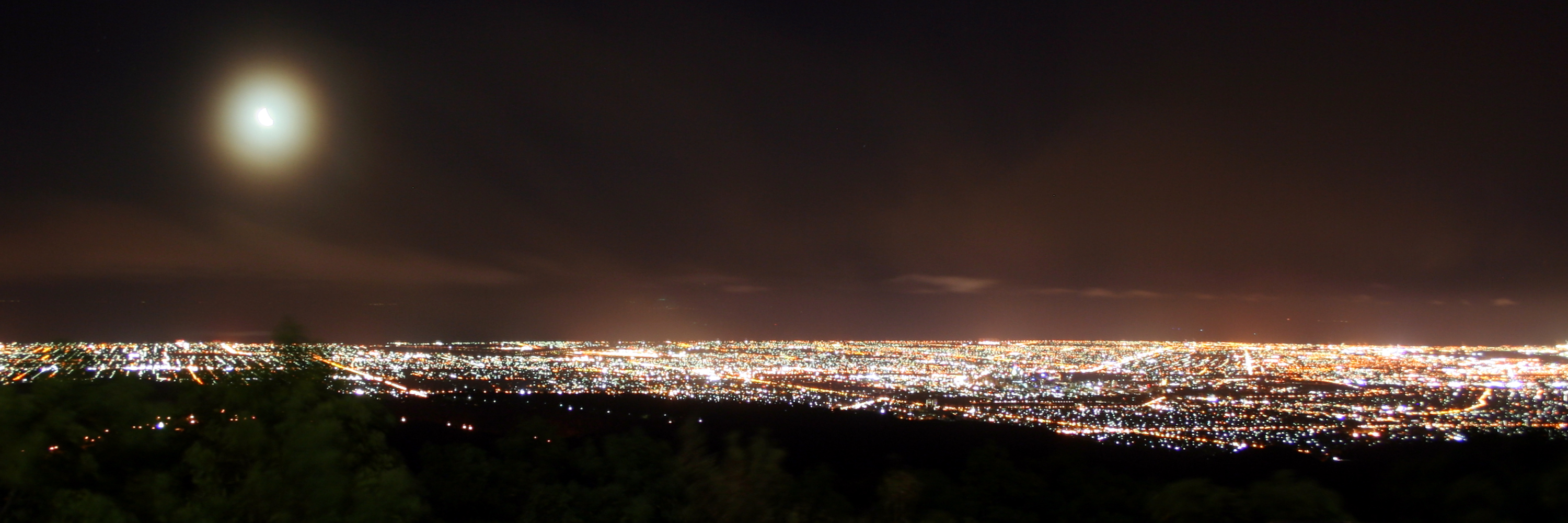
Il centro direzionale di Adelaide visto dai monti Lofty

Adelaide è situata a nord della penisola Fleurieu, sulla piana di Adelaide, tra il golfo di San Vincenzo e la bassa catena dei monti Lofty. Secondo l'Australian Bureau of Statistics, la regione metropolitana di Adelaide occupa una superficie totale di 870 km², con un'altitudine media di 50 m s.l.m. Ci sono diversi torrenti che scorrono attraverso Adelaide, gran parte dei quali sono collegati ai sistemi del Torrens e del fiume Onkaparinga.

### Clima
Adelaide ha un clima mediterraneo, con inverni generalmente miti e umidi ed estati calde e secche. Tutti i dati meteorologici di Adelaide sono stati raccolti nella stazione meteorologica di Kent Town, in College Road, fino al febbraio 1977, quando questa venne spostata a West Terrace, nel centro direzionale della città.
Di tutte le capitali australiane, Adelaide è la più secca. Le precipitazioni sono leggere e infrequenti in estate, dove a volte non piove per mesi. Per contro, il tempo in inverno è abbastanza uniforme, e giugno è il mese più umido dell'anno, con una media di 80 millimetri d'acqua.
Ad Adelaide ci sono in media tre giorni all'anno in cui la temperatura raggiunge o supera i 40 °C.

#### Medie climatiche
- Media delle temperature massime di gennaio — 28,7 °C
- Media delle temperature minime di gennaio — 16,8 °C
- Media delle ore di sole a gennaio — 14,5 ore
- Media delle temperature massime di luglio — 15,3 °C
- Media delle temperature minime di luglio — 7,4 °C
- Media delle ore di sole a luglio — 10,5 ore
- Media delle precipitazioni annue — 558 mm
- Mese mediamente più umido — giugno, 83 mm
- Mese mediamente più secco — febbraio, 14 mm
- Temperatura più alta — 44,3 °C
- Temperatura più bassa — -0,4 °C
- Mese più umido — giugno, 175 mm

(*Stazione meteorologica di Kent Town 1977-oggi)

## Storia
L'insediamento europeo nell'Australia Meridionale ebbe le sue origini dalla colonizzazione compiuta da liberi coloni proposta da Edward Gibbon Wakefield. Egli sosteneva la colonizzazione da parte di cittadini comuni, la vendita dei terreni in piccoli lotti (ad un prezzo fisso e moderato, i cui proventi sarebbero stati usati per sostenere un'ulteriore colonizzazione), e la possibilità di avere anche una qualche forma di autogoverno. Le sue idee portarono alla fondazione, nel 1830, della South-Australian Association.
L'Australia Meridionale venne ufficialmente colonizzata come provincia britannica il 28 dicembre 1836 (data oggi commemorata come festività pubblica, il Proclamation Day). Il sito su cui sarebbe sorta la nuova città venne ispezionato dal Colonnello William Light, il primo surveyor general dell'Australia Meridionale. Light scelse, non senza opposizione, un luogo posto su un'elevazione nei pressi del fiume Torrens, che divenne la principale risorsa d'acqua per la città appena nata. Alcune fonti sostengono che il piano urbanistico di Adelaide sia stato ispirato dalla città di Catania, che William Light avrebbe visitato tra il 1820 e il 1821, rimanendo colpito — secondo questa teoria — dalle strade ampie e rettilinee progettate dopo il terremoto del 1693. In particolare si racconta che, arrivato in piazza del Duomo, Light si sarebbe meravigliato della magnifica regolarità e dell’ampiezza delle vie, elementi che lo avrebbero influenzato nella progettazione della griglia ortogonale di Adelaide. Non ci sono prove storiche che Catania (Italia) sia stata un modello per Adelaide.
- È vero che dopo il terremoto del 1693, Catania fu ricostruita con un piano ortogonale, ma le fonti sul piano di Adelaide (diari, lettere di Light, documenti ufficiali della South Australian Company) non menzionano Catania come riferimento.
- Le analogie con Catania sono piuttosto coincidenze: la griglia come soluzione classica per la pianificazione ordinata, ma senza collegamenti diretti.

La "Visione di Light", come venne battezzata, fece sì che il disegno iniziale di Adelaide richiedesse poche modifiche quando la città crebbe e prosperò.
Adelaide venne fondata come centro di una colonia di liberi immigranti, con la promessa di libertà civili e protezione dalle persecuzioni religiose; la sua storia differisce quindi notevolmente dalla storia "penitenziaria" delle altre maggiori città australiane come Sydney e Hobart. Coincidenza vuole che il nome Adelaide derivi da una parola di origine germanica che significa "di nobile nascita".

## Società

### Evoluzione demografica
Adelaide ha una popolazione metropolitana di oltre 1.105.839 abitanti (censimento 2006) che la pone al quinto posto tra le città più grandi dell'Australia.
Il centro della città di Adelaide ha una popolazione approssimativa di soli 18.000 residenti permanenti. La popolazione del centro cittadino è scesa notevolmente dal suo massimo di 250.000 abitanti con l'espandersi dell'area metropolitana.
Nel periodo 2002-2003 la popolazione è cresciuta dello 0.6%, mentre la media nazionale era l'1.2%. Le persone che vivono ad Adelaide, o per cui Adelaide è la loro città di origine, sono chiamate Adelaidiani (Adelaideans).

## Cultura
Adelaide è spesso chiamata la "Città delle Chiese" (City of Churches), anche se questo è un riflesso più dell'antica Adelaide che non della situazione attuale. Una voce popolare afferma che per ogni chiesa che veniva costruita, veniva costruito anche un bar per i bisogni dei meno pii.
Fin dalle sue origini Adelaide attrasse immigranti da molte nazioni, in particolare immigranti tedeschi che scappavano dalle persecuzioni religiose. Gli immigranti portarono con sé parti di alberi di vite che permisero di fondare le famose zone di produzione vinicola di Barossa Valley. Dopo la seconda guerra mondiale italiani, greci, olandesi, polacchi e di tutte le possibili nazionalità europee si trasferirono ad Adelaide per iniziare una nuova vita. Un ulteriore flusso provenne dall'Asia dopo la guerra del Vietnam. Tutte queste culture si fusero insieme formando una cultura culinaria variegata e ricca e una brillante cultura della ristorazione.
Gran parte dell'area intorno ad Adelaide è stata dedicata alla coltivazione della vite e i distretti dove si produce il vino (come Barossa Valley, per cui Adelaide e l'Australia Meridionale sono ben note in tutto il mondo) sono a breve distanza  dal confine della città.
La vita culturale di Adelaide è fiorita negli anni attorno al 1970 sotto la guida di Don Dunstan, che ha rimosso alcune delle maggiori restrizioni puritane alle attività culturali che erano diffuse in tutta l'Australia. Attualmente la città è sede di numerosi festival, tra cui il Barossa Music Festival, l'Adelaide Festival of Arts (Festival dell'Arte di Adelaide), l'Adelaide Film Festival, l'Adelaide Festival of Ideas (Festival delle Idee di Adelaide) e il Fringe Festival.
Il festival WOMADelaide, il principale evento musicale di livello mondiale dell'Australia, attualmente si tiene ogni anno nei scenografici paesaggi intorno al parco botanico di Adelaide, dando risalto alla vocazione di Adelaide per le arti, che ha assunto un ruolo prevalente dai giorni di Don Dunstan.
Ad Adelaide ha sede l'Art Gallery of South Australia.

### Istruzione
Adelaide è sede dei principali istituti d'istruzione dell'Australia Meridionale, con strutture che vanno dagli asili fino alle università. Data la sua focalizzazione ad attrarre studenti dall'estero, specie dall'Asia sudorientale, verso una delle sue tre università, Adelaide può essere considerata come una "città per l'istruzione".
Gli studenti della scuola media superiore (scuola secondaria) ad Adelaide tipicamente studiano per la SACE (South Australian Certificate of Education), che una volta completato dà accesso alla maggior parte delle istituti di istruzione di terzo livello (TAFE/Università) dell'Australia o ad un apprendistato. Un numero crescente di scuole secondarie di Adelaide tuttavia sta ora offrendo il programma IB, che permette l'ingresso in una vasta opportunità nell'istruzione internazionale.

#### Università

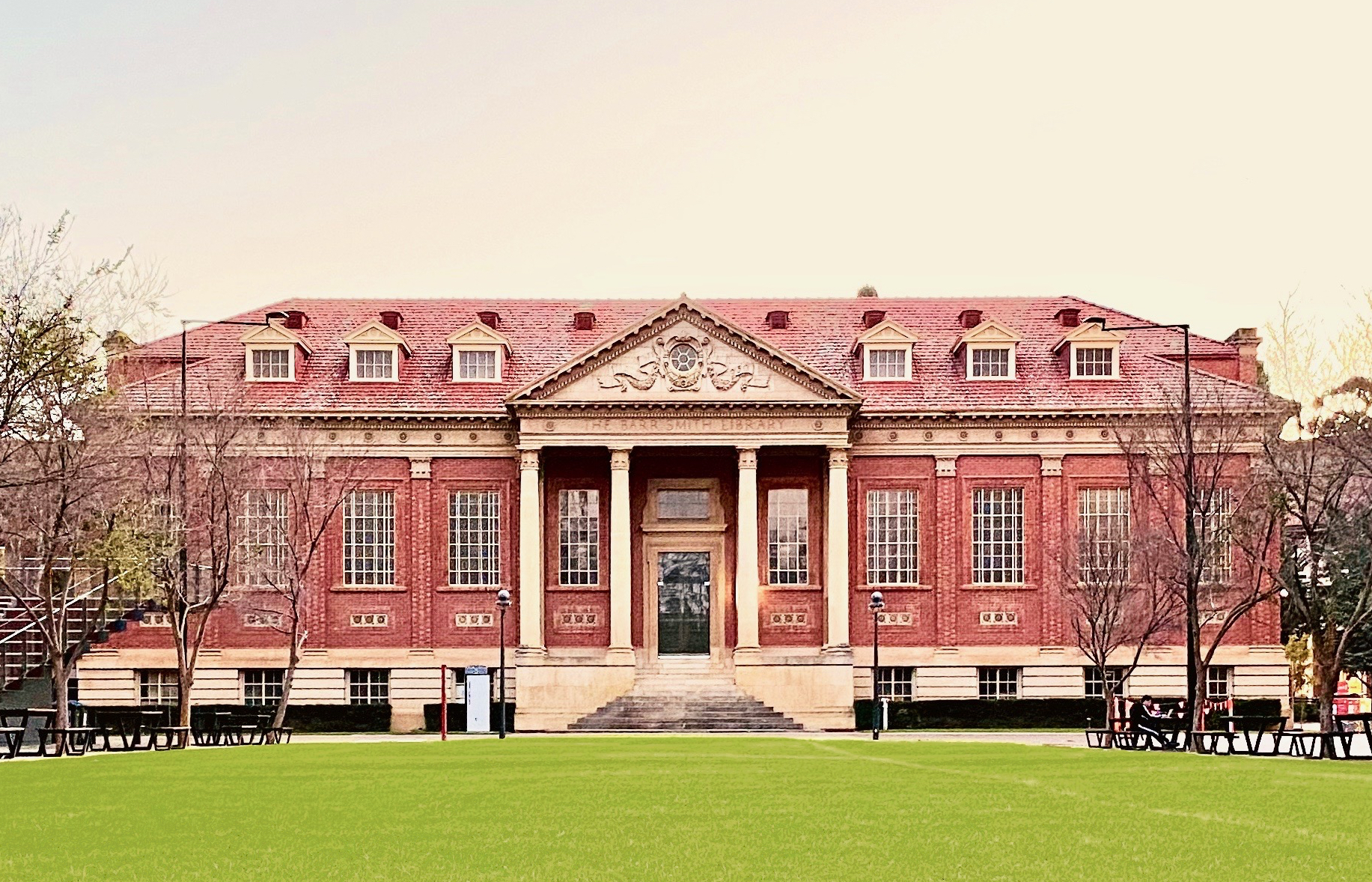
Biblioteca Barr Smith, Università di Adelaide

La città è sede dell'Università dell'Australia Meridionale, dell'Università di Adelaide e della Flinders University. Inoltre, la principale università statunitense privata, la Carnegie Mellon, sta facendo partire un campus ad Adelaide specializzato in informatica e scienze politiche, che offrirà sia la laurea australiana che statunitense. Questo istituto dovrebbe attrarre sia da tutta l'Australia sia da tutto il mondo, facendo aumentare ancora di più il riconoscimento internazionale di Adelaide quale una città per l'istruzione
Ad Adelaide vi sono un certo numero di strutture TAFE (Technical and Further Education). Essi offrono corsi e apprendistati in alcune materie che non sono insegnate all'università. Ad Adelaide ci sono due dei tre centri TAFE dell'Australia meridionale, che sono costituiti da un certo numero di strutture più piccole raggruppate nel TAFE SA Adelaide North e nel TAFE SA Adelaide South.

### Media

#### Stampa
La stampa di Adelaide è dominata dalla pubblicazione dei tabloid della News Corp. L'unico quotidiano dell'Australia meridionale è The Advertiser, pubblicato sei giorni alla settimana. La domenica viene pubblicata la sua corrispondente edizione chiamata Sunday Mail. Vi sono undici versioni del giornale delle comunità suburbane, pubblicate tutti i giorni della settimana, ognuna delle quali è una versione del The Messenger e vengono pubblicate da una società controllata della News Corp.
Recentemente a questi si è aggiunto The Independent Weekly, che fornisce una visione alternativa.
Ci sono due quotidiani nazionali, The Australian (pubblicato dal lunedì al venerdì) e la sua versione del fine settimana The Weekend Australian (pubblicato il sabato), anche questi pubblicati dalla News Corp, e The Australian Financial Review pubblicato da Fairfax.
The Adelaide Review è un giornale gratuito pubblicato ogni due settimane e vi sono altre fonti di notizie pubblicate in forma di riviste, tuttavia non sono largamente distribuite al di fuori della città.

#### Televisione
Adelaide è servita da cinque maggiori stazioni televisive e una locale.
- ABC Adelaide — pubblica e indipendente con notizie e spettacoli.
- SBS — parzialmente pubblica, indipendente e multilingue con programmi a interesse multiculturale.
- Seven Network — rete commerciale.
- Nine Network — filiale di una rete commerciale nazionale.
- Network Ten — rete commerciale.
- C31 — tv locale.
- 9HD
- 9Gem
- 9Life

#### Radio
1629 - Radio Italia Uno
Le maggiori stazioni FM/AM includono:
- FM 107.9 — Life FM
- FM 107.1 — SA-FM
- FM 106.3 — SBS Radio
- FM 105.5 — Triple J
- FM 104.7 — Triple M
- FM 103.9 — ABC Classic FM
- FM 102.3 — Mix FM
- FM 101.5 — Radio Adelaide
- FM 99.9 — 5MBS
- FM 93.7 — Three D Radio
- FM 92.7 — Fresh FM
- FM 91.9 — Nova FM
- AM 1395 — 5AA
- AM 891 — 891 ABC Adelaide
- AM 729 — ABC Radio National
- AM 531 - 5RTI

## Economia
Il principale settore d'impiego di Adelaide è quello terziario, in particolare per ciò che riguarda la salute e l'assistenza sociale, avendo questo settore superato quello manifatturiero sin dal 2006-07. Quest'ultimo settore riveste comunque un ruolo importante: Adelaide ha delle vaste aree con industrie manifatturiere, di industria bellica e di ricerca. Al loro interno si trovano gli impianti produttivi di automobili della General Motors Holden e della Mitsubishi (anche se l'impianto industriale di Lonsdale, nei sobborghi a sud della città, è stato chiuso), assieme alla maggiore struttura di ricerca militare del governo, la DSTO (the Defence Science and Technology Organisation) a Salisbury, la base RAAF Base Edinburgh e molti altri enti per la produzione di tecnologia per la difesa collocati nei sobborghi a nord della città e nel Technology Park. Le altre industrie includono la raffinazione di minerali per la produzione di acciaio e la produzione di componenti elettronici.
Il collasso della Banca Statale nel 1992 ha portato ad un notevole livello di debito pubblico (circa 4 miliardi di AUS), che soltanto recentemente si è abbassato. Questo ha comportato che i governi successivi adoperassero una politica di riduzione del bilancio, con tagli alle spese, cosa che ha prodotto un forte arretramento all'ulteriore sviluppo della città e dello Stato.

## Infrastrutture e trasporti
Adelaide è dotata di un vasto sistema di trasporto pubblico, gestito dalla Adelaide Metro, da cui prende il nome. Il sistema Adelaide Metro consiste in un esteso sistema di autobus e da un'unica O-Bahn (un autobus guidato su rotaia), da ferrovie urbane e suburbane e dallo storico Glenelg Tram di Adelaide.
Il trasporto stradale ad Adelaide è relativamente più semplice di quello di molte delle altre città Australiane, con un ben definito schema della città, con strade larghe a molte corsie fin dall'inizio del suo sviluppo. Storicamente, Adelaide è stata conosciuta come una "città da venti minuti", con i pendolari in grado di viaggiare dai paesi al di fuori della città al centro cittadino in venti minuti. In tempi recenti, tuttavia, l'incremento del traffico ha visto aumentare i tempi di viaggio, e non sono rari ingorghi sulle strade di connessione principali come la South Road. Adelaide è collegata a Nord con la Port Wakefield Road e la Sturt Highway e a Sud est con la South Eastern Freeway. La Southern Expressway serve da strada alternativa alla spesso congestionata South Road. La Port River Expressway (A9) collega Port Adelaide e Outer Harbor a Port Wakefield Road all'ingresso nord dell'area metropolitana.
La Adelaide O-Bahn è uno dei pochi sistemi di autobus guidati da rotaie al mondo. Con la notevole crescita dei sobborghi a Nord di Adelaide negli anni settanta e ottanta Adelaide ha dovuto affrontare il problema dell'incremento di richiesta di trasporto. L'Adelaide O-Bahn fu costruito nel 1986 come risposta a questo incremento di richiesta. Questa soluzione ha battuto altre proposte, come quella di espandere la struttura ferroviaria o stradale. Una delle proposte concorrenti era costruire una metropolitana ad Adelaide, ma si è dimostrata troppo costosa in confronto.
Una rete di bus attraverso gli stati collega Adelaide con le principali città dell'Australia. Il terminale principale della linea di autobus sia provenienti dall'interno dello Stato sia provenienti da un altro Stato è il Franklin Street Coach Terminal situato in Franklin and Bowen Streets nel centro della città. A partire dal 2005 sono iniziati dei lavori di ricostruzione completa del terminal che porteranno ad un nuovo centro costituito da una stazione per gli autobus a molti piani e diverse torri per uso residenziale e commerciale. 
Anche se il sistema ferroviario di Adelaide non soffre dei cronici ritardi tipici delle corrispondenti strutture degli altri stati australiani, è in proporzione meno sviluppato. Adelaide è l'unica capitale dell'Australia continentale con una rete ferroviaria non elettrificata. A seguito del crescere delle critiche al sistema ferroviario sempre più in difficoltà, il governo dell'Australia meridionale sta sviluppando un progetto di un piano di trasporto statale, che dovrebbe essere pronto per la fine del 2005. Da quanto è stato riferito il piano dovrebbe indicare la struttura per aggiornare il sistema di trasporto pubblico. Contemporaneamente l'ultima tranvia rimasta ad Adelaide, che collega da Victoria Square nel centro direzionale alla storico villaggio sulla costa di Glenelg è attualmente sottoposta ad un aggiornamento, dal costo di 56 milioni di dollari australiani col quale nuove vetture tranviarie sostituiranno le storiche carrozze del 1929 di tipo H.
Adelaide è un punto intermedio a metà strada della ferrovia del Pacifico Indiano che collega Perth e Sydney, ed il punto terminale della linea ferroviaria The Overland che porta a Melbourne e della linea ferroviaria The Ghan che porta ad Alice Springs e poi a Darwin.
L'aeroporto di Adelaide, a West Beach, è l'aeroporto principale di Adelaide. Vi è un terminal internazionale abbastanza piccolo (di cui è previsto un ampliamento alla fine del 2005) su cui operano un numero abbastanza limitato di voli alla settimana e, separato da questo, un terminal nazionale abbastanza trafficato. Tra le principali compagnie che operano su questo aeroporto ci sono Qantas, Virgin Blue, Malaysia Airlines, Singapore Airlines, Jetstar, National Jet Systems, Regional Express (REX), O'Connor Airlines e Airlines of South Australia.
Un nuovo e moderno terminale con doppia funzione nazionale ed internazionale in costruzione in luogo del vecchio terminale internazionale nell'ottobre del 2005 sostituirà il vecchio terminale nazionale.

## Amministrazione
Il Consiglio Cittadino di Adelaide venne fondato nel 1840 ed è la più antica autorità municipale in Australia. Il Consiglio è responsabile per il central business district (CBD), North Adelaide e i parchi circostanti. Poiché Adelaide è la capitale dell'Australia Meridionale, il Consiglio di Adelaide lavora strettamente con il governo dello Stato; una relazione che si manifesta nel Capital City Committee.

### Gemellaggi
- Austin, dal 1983
- Christchurch, dal 1972
- George Town, dal 1973
- Himeji, dal 1982

## Sport

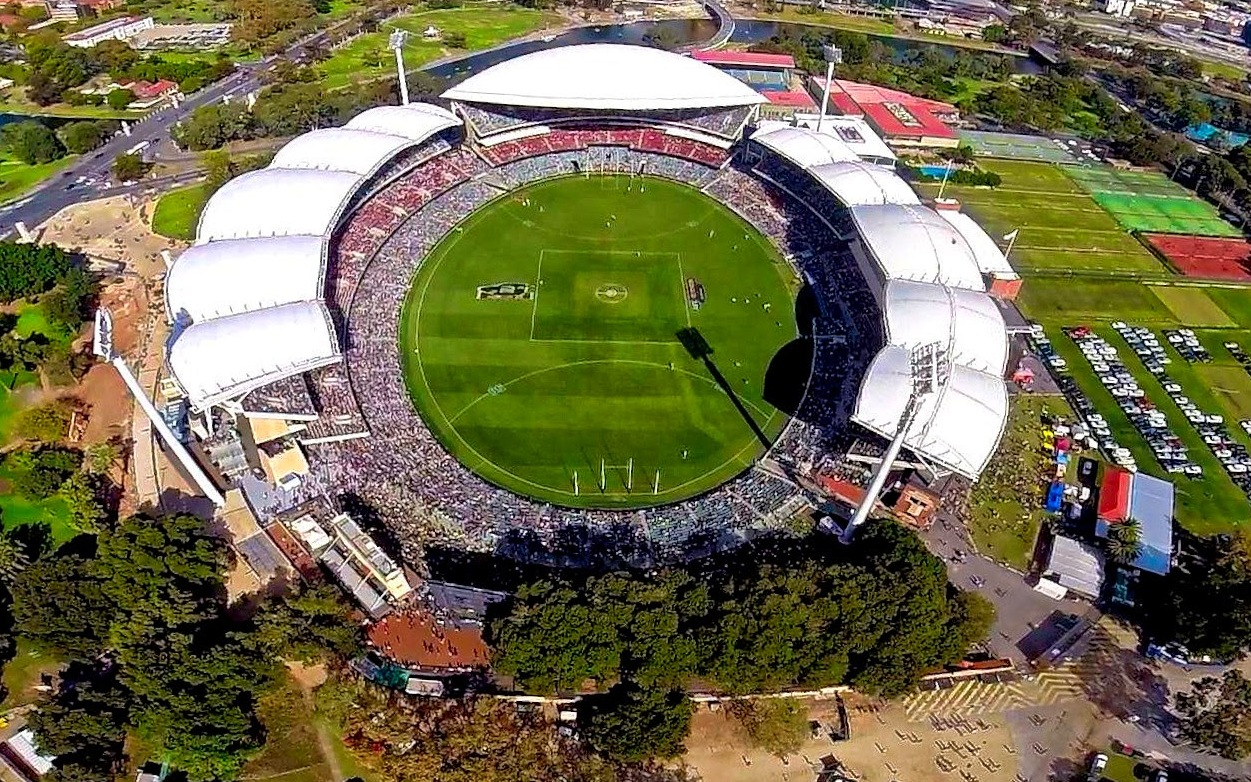
Adelaide Oval

Adelaide ha ospitato il Gran Premio d'Australia di Formula 1 dal 1985 al 1995 su un circuito cittadino all'interno della zona est della città. Il Gran Premio di automobilismo è diventato una specie di fonte d'orgoglio e la perdita del Gran Premio a favore di Melbourne, da sempre acerrima rivale, creò un profondo vuoto che è stato colmato per la maggior parte dagli eventi del campionato Supercars che ha come evento di punta la Clipsal 500, che si svolge su una versione ridotta dello stesso circuito che veniva utilizzato per la Formula 1.
Adelaide ospita dal 1999 la competizione annuale di ciclismo Tour Down Under, un evento che gradualmente si è conquistato una fama internazionale.

### Football Australiano
Adelaide è sede di due squadre di football australiano: 
- Adelaide Crows
- Port Adelaide Power

### Calcio
- Adelaide United Football Club
- Adelaide City Football Club

### Pallacanestro
- Adelaide 36ers
- Adelaide Lightning

### Baseball
- Adelaide Giants

### Wrestling
- Riot City Wrestling